# Umm Bab
Umm Bab (arab. ام باب) – miasto w Katarze, niedaleko zachodniego wybrzeża, stolica byłej prowincji Dżarajan al-Batina, obecnie w prowincji Ar-Rajjan. Według danych z 20 kwietnia 2010 roku zamieszkuje je 6194 osób, choć jeszcze w 2004 roku miasto liczyło 1287 mieszkańców.